# Вулиця Мілени Рудницької
Ву́лиця Мілени Рудницької — вулиця в Дарницькому районі міста Києва, житловий масив Позняки. Пролягає від вулиці Гліба Бабіча до Здолбунівської вулиці.

## Історія
Виникла наприкінці 2010-х під проектною назвою вулиця Проектна 13113. Сучасна назва на честь української громадсько-політичної діячки, журналістки, письменниці Мілени Рудницької — з 2019 року.